# Laguna Mirim
La laguna Mirim o Gaiba Mirim es una laguna boliviana de agua dulce ubicada en la región de la Chiquitania. Administrativamente se encuentra en el municipio de San Matías de la provincia Ángel Sandóval en el departamento de Santa Cruz. Es parte también de la ecoregión del gran Pantanal, cerca de la frontera con Brasil, tiene una superficie de 15,8 kilómetros cuadrados y está conectada a la laguna La Gaiba.